# Damenstift (Brünn)

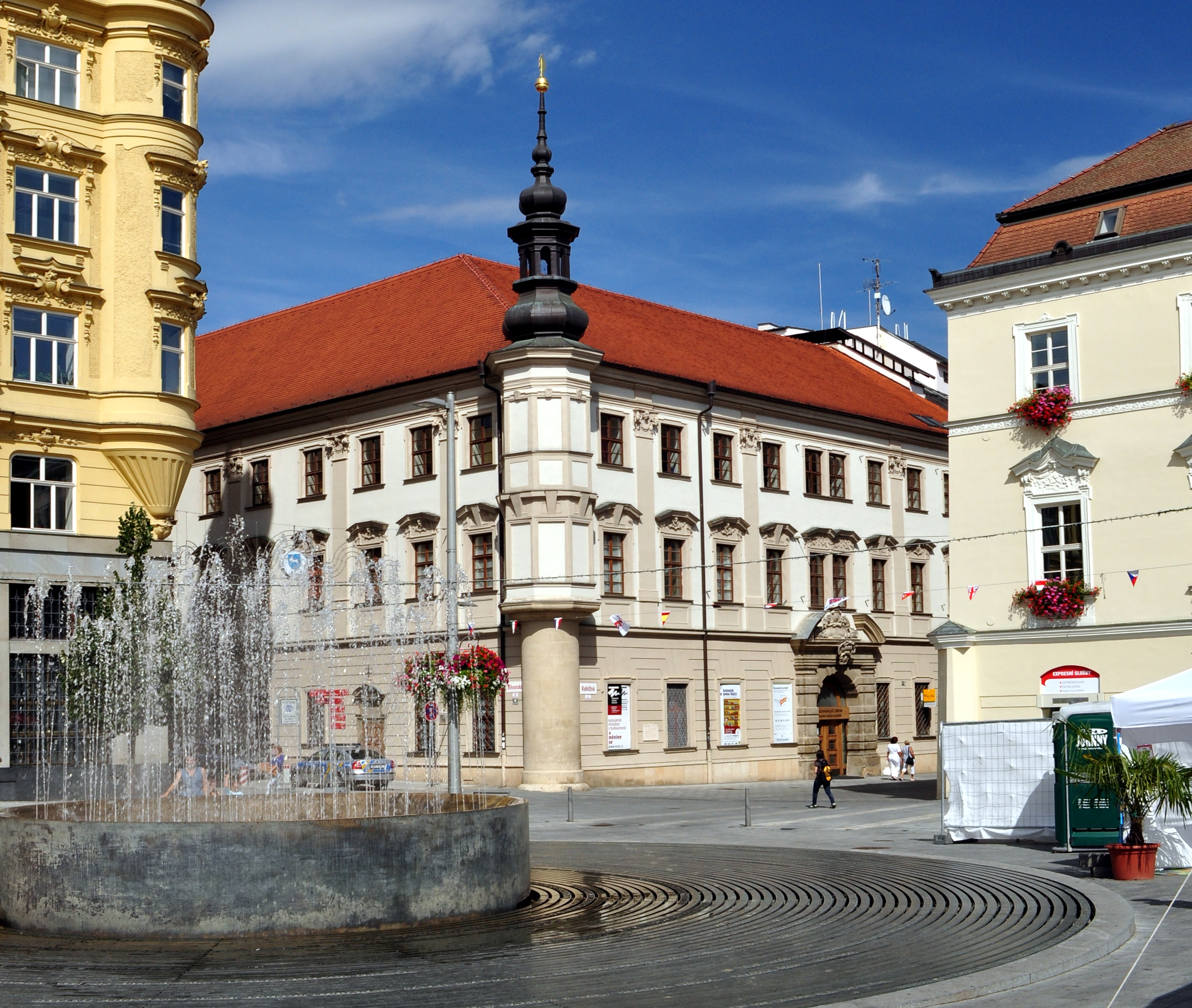
Damenstift in Brünn

Das Damenstift (tschechisch Palác šlechtičen) ist ein Barockpalast im Zentrum von Brünn und bildet einen Teil des Mährischen Landesmuseums.

## Geschichte
Der Palast am Platz der Freiheit (Náměstí Svobody) wurde in den Jahren von 1682 bis 1690 durch den Brünner Baumeister Jan Křtitel Erna erbaut. Das Gebäude wurde in den Jahren 1790 bis 1791 aufgestockt und mit dem daneben platzierten Althanský palác verbunden.
In dem im Palast befindlichen Frauenstift wurden verwaiste Mädchen aus adeligen, aber auch aus bürgerlichen Schichten erzogen.
Im Zweiten Weltkrieg wurde das Palais Althan durch amerikanischen Luftangriffe des Jahres 1944 so schwer beschädigt, dass es 1948 abgerissen werden musste. Ursprünglich sollte auch das Damenstift abgerissen werden.
Im Laufe der 1950er Jahre wurde das Gebäude jedoch nach Plänen von Bohuslav Fuchs rekonstruiert und für Kulturzwecke erhalten. Dabei wurden sowohl die historischen Wurzeln erhalten als auch eine Museumsnutzung vorgesehen. Die größeren Umbauten erfolgten ab 1957, sodass 1961 eine Dauerausstellung Das Volk in fünf Generationen eröffnet werden konnte, die bis 1999 gezeigt werden konnte.
Neuerliche Renovierungen erfolgten in den Jahren 2000 bis 2002, sodass seither laufend Wechselausstellungen gezeigt werden können.